# Tersilochus coeliodicola
Tersilochus coeliodicola är en stekelart som först beskrevs av Filippo Silvestri 1917.  Tersilochus coeliodicola ingår i släktet Tersilochus och familjen brokparasitsteklar. Inga underarter finns listade i Catalogue of Life.